# Simpsons Bible Stories
«Simpsons Bible Stories» —«Historias bíblicas de los Simpson» en España e «Historias de la Biblia» en Hispanoamérica— es el decimoctavo episodio de la décima temporada de Los Simpson. Se emitió por primera vez en Fox en los Estados Unidos el Domingo de Pascua, 4 de abril de 1999. Es el primero de los episodios de la trilogía anual de Los Simpson y consta de cuatro segmentos independientes. En él, la familia Simpson se queda dormida durante un sermón en la iglesia. Marge sueña que ella y Homer son Adán y Eva en el Jardín del Edén, Lisa sueña que ella y sus compañeros de la Escuela Primaria de Springfield son esclavos hebreos en el Antiguo Egipto y guía a Moisés para llevarlos a la libertad, Homer sueña que es el rey Salomón llamado a resolver una disputa entre Lenny y Carl sobre la propiedad de un pastel, y Bart sueña que es el rey David, que tiene que luchar contra el hijo de Goliat, Goliat II.

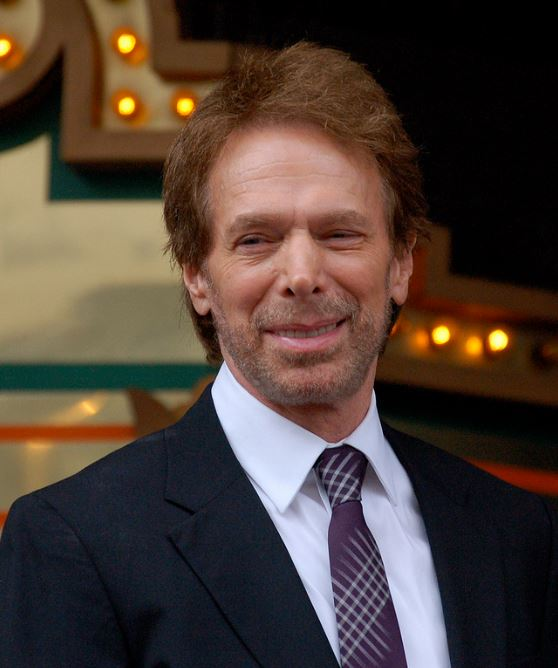
El sueño de Bart contiene referencias a varias películas de acción, incluidas las producidas por Jerry Bruckheimer.

El contenido fue escrito por Matt Selman, Larry Doyle y Tim Long, y fue el primer episodio que Nancy Kruse dirigió para Los Simpson. Mientras que el productor ejecutivo y antiguo showrunner Mike Scully declaró que la idea del episodio surgió después de que Fox solicitara un episodio con temática de Pascua, el coguionista Selman argumentó que fue concebido por los antiguos guionistas Dan Greaney y Donick Cary mientras presentaban ideas para la décima temporada. Como la mayor parte del episodio transcurre fuera de Springfield, los animadores tuvieron que diseñar decorados completamente nuevos. Aunque el episodio contiene referencias al Antiguo Testamento y al cristianismo, también parodia programas de televisión para niños, políticos estadounidenses y películas de acción de Jerry Bruckheimer.
En su emisión original, fue visto por aproximadamente 12,2 millones de espectadores. Tras su emisión, el episodio recibió críticas dispares de la crítica, pero ganó un premio Annie en la categoría de Mejor producción televisiva de animación. En 2007, el episodio fue lanzado como parte de la caja en DVD The Simpsons - The Complete Tenth Season, y un cartel promocional para el episodio fue incluido en una exposición en Sherwin Miller Museo de Arte Judío en Tulsa (Oklahoma). La escena final del episodio es uno de los momentos favoritos del creador de la serie, Matt Groening en Los Simpson. 

## Lanzamiento y recepción

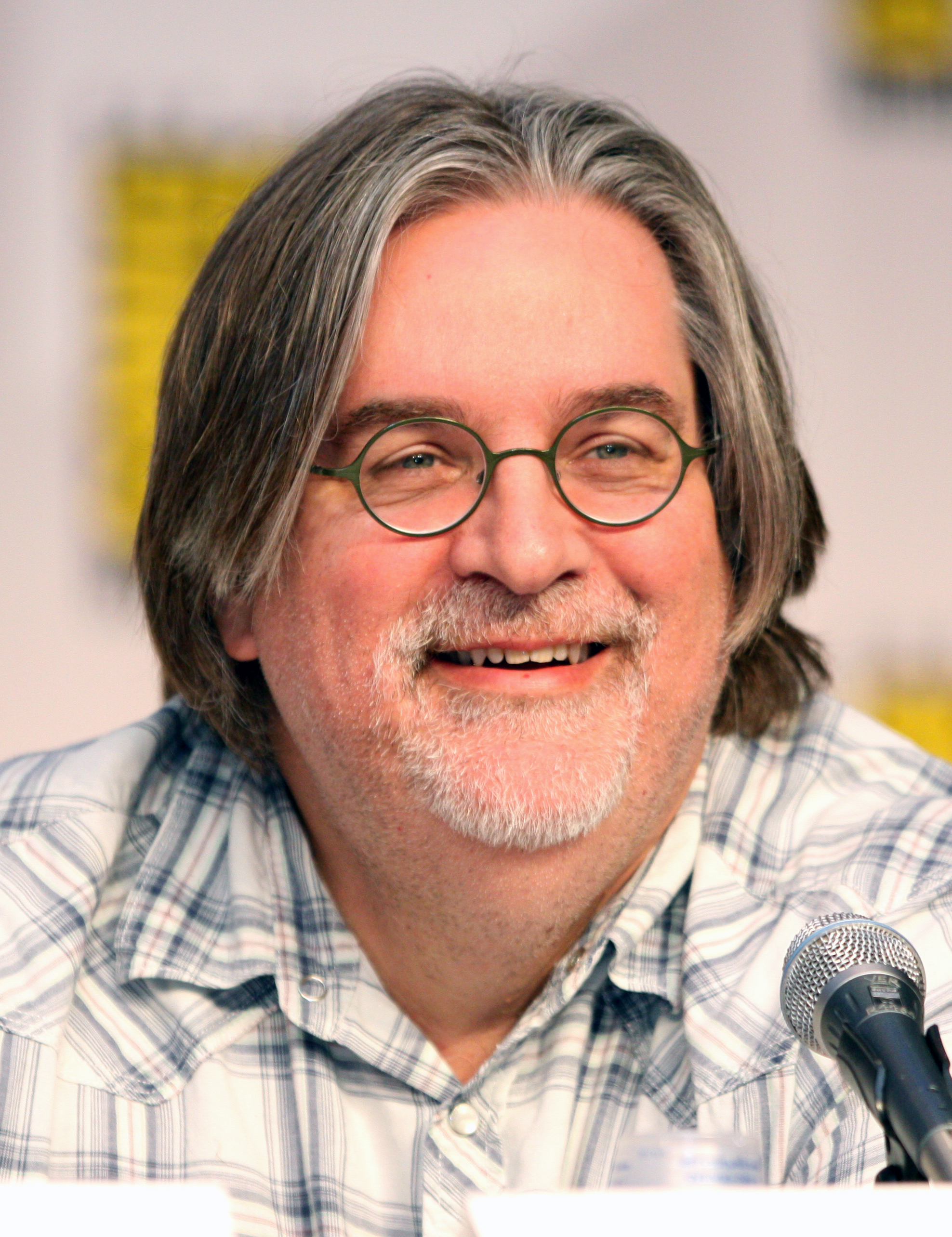
Aunque es uno de los momentos favoritos del creador de la serie Matt Groening en Los Simpson, los fanáticos de la serie se mostraron incómodos con el final del episodio.

## Trama
Es una Pascua intempestivamente calurosa en la iglesia, y nadie está interesado en los sermones del reverendo Lovejoy. Cuando se pasa el plato de la colecta, Homer mete un conejo de Pascua de chocolate que ha encontrado en el contenedor, lo que enfurece al reverendo Lovejoy, que lo llama ídolo malvado, y le provoca para que lea la Biblia desde el principio. Todos los Simpson se quedan dormidos.

### El sueño de Marge
Marge sueña que ella y Homer son Adán y Eva. Viven pacíficamente en el Jardín del Edén hasta que una serpiente (Snake Jailbird) tienta a Adán para que coma docenas de manzanas del árbol prohibido. Convence a Eva para que pruebe una cuando Dios (Ned Flanders) es testigo de su pecado. Aunque Adán comió muchas manzanas, Dios sólo sorprendió a Eva comiendo una manzana, por lo que es expulsada del Jardín del Edén. Adán no está dispuesto a confesarse, pero echa de menos a Eva y piensa en una forma de hacerla volver cavando un túnel con la ayuda de algunos de los animales. El unicornio de Dios, llamado Gary, queda agotado por la excavación y muere justo antes de que Dios sorprenda a Adán intentando llevar a Eva de vuelta al Jardín. La muerte del unicornio le enfurece aún más y expulsa a ambos del Jardín del Edén.

### El sueño de Lisa
Lisa imagina que ella y todos los demás alumnos de la escuela primaria de Springfield son hebreos en el antiguo Egipto, y que el faraón (Director Skinner) les obliga a construir una pirámide. Sólo Moisés (Milhouse) puede liberar a los hebreos. Cuando Bart desfigura el sarcófago del faraón, supuestamente incitado por la zarza ardiente, consigue que los demás alumnos sean castigados. Lisa y Moisés piden a Skinner que deje marchar a los hebreos, pero son rechazados cuando éste grita: «¡Os llamáis esclavos!». Para radicalizar su petición de libertad, Lisa ayuda a Moisés a producir plagas para asustar al faraón y que libere a los israelitas, pero fracasan. Esto hace que Lisa y Moisés caigan en las trampas de la pirámide. Cuando escapan, Moisés reúne a todos los estudiantes e intentan marcharse. Tras un breve momento de pensar en dejar libres a los hebreos, Skinner grita «¡Tras ellos!». Cuando llegan al mar, Lisa tiene una idea para cruzar: Tiran simultáneamente de todos los retretes de los egipcios para drenar el mar. Cuando cruzan, el faraón y sus guardias les siguen hasta el «mar temporalmente seco», pero el agua vuelve a llenarlo y se los traga. Se divierten chapoteando y vuelven a la orilla. Satisfecho por haber escapado, Moisés pregunta a Lisa qué futuro les espera a los israelitas, pero Lisa decepciona a Moisés cuando le dice que tendrán que vagar por el desierto durante cuarenta años. Moisés le pregunta entonces si después de eso todo será coser y cantar para los judíos. En lugar de decepcionar de nuevo a Moisés con noticias sobre el antisemitismo que asolará a los judíos durante muchos siglos, Lisa distrae a la multitud enviándoles a buscar maná.

### El sueño de Homer
Homer se imagina a sí mismo como el rey Salomón. Lenny y Carl se pelean por la propiedad de una tarta. Salomón la corta por la mitad, condena a muerte a Lenny y Carl, y luego se come la tarta, antes de presidir un caso civil entre Jesús y Checker Chariot.

### El sueño de Bart
Bart se ve a sí mismo como el rey David, que mata a Goliat, pero aún no ha ganado la guerra: Nelson es el hijo de Goliat, Goliat II, que en venganza ha matado a Matusalén (el abuelo), el amigo más antiguo de David. En represalia, David desafía a Goliat II, pero al no tener piedras que lanzarle, David pierde y es catapultado fuera de la ciudad, no sin antes cortarle el pelo a Goliat II (ya que David lo confundió con Sansón). David conoce entonces a Ralph, un pastor que afirma que puede matar a Goliat II. Tras dar por muerto a Ralph, David se entrena con las ovejas de Ralph para intentar matar a Goliat II. Teniendo que escalar previamente la enorme Torre de Babel (no sin antes encontrar a los restos de Jonás entre los restos de la ballena que se lo comió, que fue devorada por Goliat II), David consigue someter a Goliat II lanzándole un farol encendido por la garganta. Sorprendentemente, Goliat II sigue vivo, pero es rápidamente asesinado por la lápida de Ralph, lanzada por el propio Ralph, que también sobrevive. Para su sorpresa, David es enviado a la cárcel, ya que los habitantes del pueblo afirman que Goliat II ha sido el mejor rey que han tenido, ya que ha construido carreteras, bibliotecas y hospitales.

### Epílogo
Al despertar, la familia se encuentra sola en la iglesia. Al salir se dan cuenta de que ha llegado el Juicio Final; llueve fuego de un cielo rojo y pasan los Cuatro Jinetes. Los Flanders suben al Cielo, pero los Simpson no; Lisa empieza a subir, pero Homer la agarra de la pierna y tira de ella hacia abajo. En su lugar, los Simpson descienden por una escalera al Infierno, donde Homer sigue el delicioso aroma de la barbacoa sólo para horrorizarse por la falta de comida basura mientras suena «Highway to Hell» de AC/DC en los créditos.

## Producción
«Simpsons Bible Stories» fue coescrito por Matt Selman, Larry Doyle y Tim Long, y fue el primer episodio que Nancy Kruse dirigió para Los Simpson. Se emitió por primera vez en la cadena Fox en Estados Unidos el 4 de abril de 1999, día en que se celebraba la Pascua de ese año. Según el productor ejecutivo y antiguo showrunner Mike Scully, la idea del episodio se concibió cuando Fox solicitó un episodio de Los Simpson con temática de Pascua que se emitiera en la festividad. Normalmente, Fox no emite nuevos episodios en Pascua, ya que se considera una «noche de baja audiencia», pero «Simpsons Bible Stories» fue una excepción. Sin embargo, según el coguionista Selman, la idea del episodio surgió cuando él y Dan Greaney, antiguo guionista de plantilla, estaban proponiendo ideas para episodios de la décima temporada al antiguo guionista de plantilla Donick Cary. Cary y Greaney sugirieron una historia de «trilogía bíblica», que luego se convirtió en «Simpsons Bible Stories». Es el primero de los episodios de la trilogía que, desde el episodio de la duodécima temporada «Simpsons Tall Tales», Los Simpson producen una vez cada temporada.

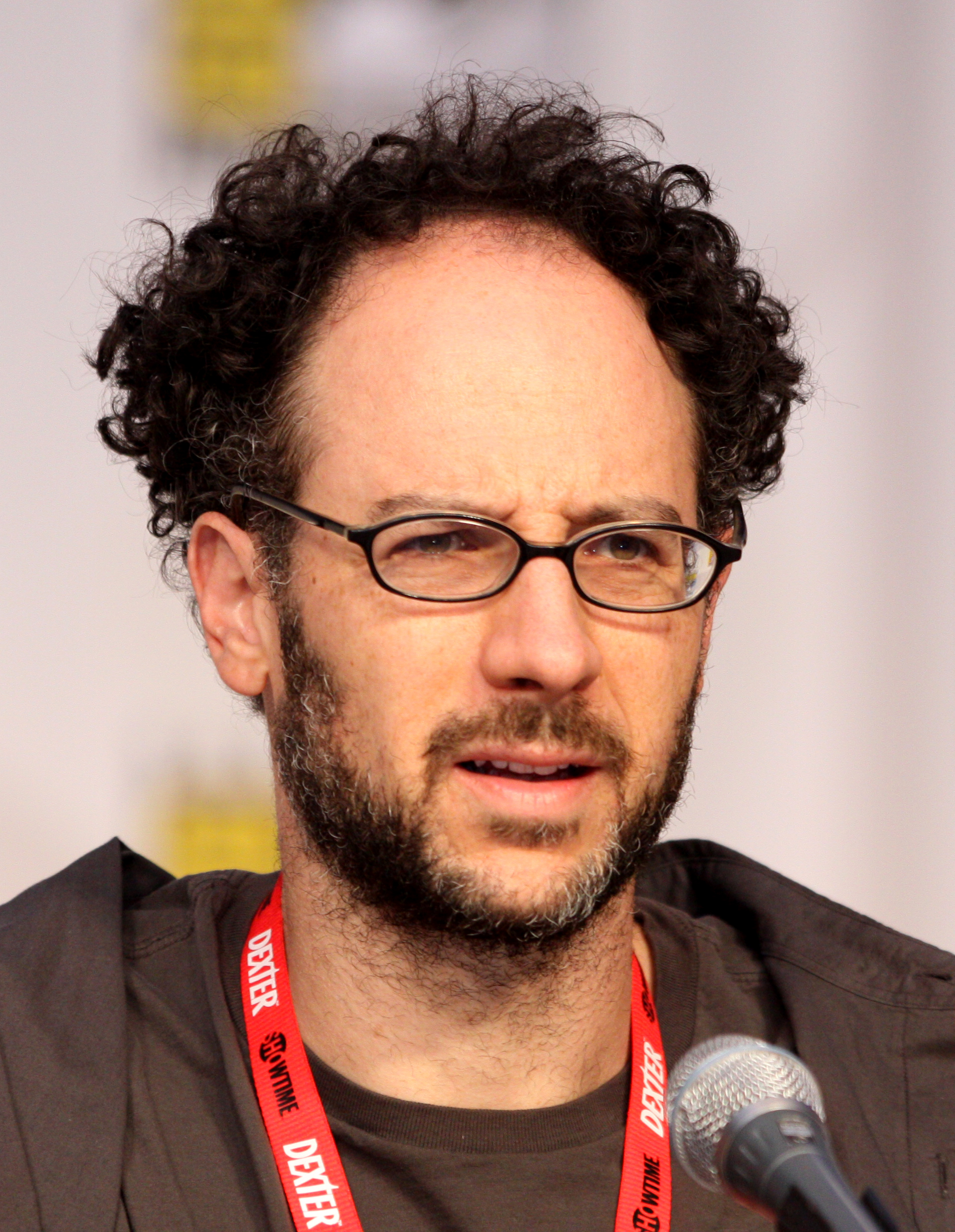
Matt Selman escribió el episodio junto con Tim Long y Larry Doyle.

El primer segmento fue escrito por Long. Según el antiguo redactor Tom Martin, Long quería que el cerdo del jardín del Edén tuviera acento británico. Hank Azaria, que interpreta a Moe Szyslak entre otros personajes de la serie, puso voz al cerdo. El unicornio que cava un agujero del jardín del Edén fue retratado por Tress MacNeille. El segundo segmento fue escrito por Doyle. El tercer segmento del episodio fue escrito por Selman. Cuando se escriben segmentos para episodios trilogía, el equipo de guionistas suele seguir las historias en las que se basan, poniendo a los personajes de Los Simpson ' ' en el lugar de los personajes originales. Con el tercer segmento de «Historias de la Biblia de Los Simpson», Selman declaró que quería seguir un «nuevo camino» escribiendo una secuela de la historia de David y Goliat. Según Scully, Selman tenía una visión muy clara de cómo quería que fuera el segmento, y Selman dijo que quería hacer un «desayuno de perros» de los clichés del cine de la época.
La canción que suena durante el entrenamiento de Bart es «Winner Takes It All», del cantante de rock estadounidense Sammy Hagar. Selman decidió incluir la canción tras escucharla en la película dramática de acción de 1987 Over the Top. Según Doyle, la escena era originalmente mucho más larga, de casi siete minutos de duración. La canción que suena durante los créditos finales del episodio es «Highway to Hell» de la banda australiana de hard rock AC/DC. Según Scully, al principio el equipo no podía utilizar la canción en Los Simpson, ya que la discográfica de AC/DC se negaba a venderla. Sin embargo, cuando Scully llamó directamente al mánager de la banda, resultó que no le habían informado de la petición. Scully dijo que cuando preguntaron si podían utilizar «Highway to Hell», el mánager de la banda «se apuntó enseguida» y dio al personal de Los Simpson un «descuento enorme».
Como la mayor parte del episodio transcurre en la historia antigua, los animadores tuvieron que crear decorados y diseños completamente nuevos para el episodio. En el comentario del DVD, Kruse declaró que ella y el animador Alex Ruiz tuvieron que volver a dibujar la mayor parte del episodio, ya que las escenas defectuosas habían sido dibujadas por seis aprendices. Para recibir un crédito de animador en Los Simpson, un animador tiene que dibujar diez escenas en un episodio. Debido a que los aprendices no dibujaron diez escenas cada uno, ninguno de ellos fue acreditado por su trabajo en el episodio. Todos los aprendices fueron contratados más tarde para formar parte del equipo de animación de Los Simpson. Kruse declaró que, mientras animaba el episodio, le preocupaba que el departamento de animación se sintiera ofendido por el contenido del episodio, ya que muchos de los miembros del equipo eran «muy religiosos». Sin embargo, a medida que avanzaba la animación, comprobó que la mayoría de los animadores no se sentían incómodos con el episodio, ya que en su mayor parte parodia el Antiguo Testamento. La única queja que recibió fue la de un animador que se negó a animar a Jesús en la escena de la sala del tribunal en el sueño de Homer.
En el comentario del DVD del episodio, Scully declaró que se arrepentía de no haber presentado «Simpsons Bible Stories» al premio Primetime Emmy en la categoría de programación animada de menos de una hora en 1999. En aquel momento, Scully razonó que, dado que las historias originales no habían sido concebidas por el equipo de guionistas, el episodio no se sostendría. Sin embargo, señaló que la animación del episodio era «sobresaliente», y que más tarde se enteró de que los premios Emmy «daban mucha importancia» a la animación de los episodios presentados. En lugar de presentar «Simpsons Bible Stories» a los premios Emmy de 1999, Scully presentó «Viva Ned Flanders», que finalmente perdió frente al episodio de King of the Hill «And They Call It Bobby Love».